# العلاقات الغينية الناميبية
العلاقات الغينية الناميبية هي العلاقات الثنائية التي تجمع بين غينيا وناميبيا.

## مقارنة بين البلدين
هذه مقارنة عامة ومرجعية للدولتين:
| وجه المقارنة                                              | غينيا       | ناميبيا      |
| --------------------------------------------------------- | ----------- | ------------ |
| المساحة (كم2)                                             | 245.86 ألف  | 825.62 ألف   |
| عدد السكان (نسمة)                                         | 12.72 مليون | 2.53 مليون   |
| الكثافة السكانية (ن./كم²)                                 | 51.74       | 3.06         |
| العاصمة                                                   | كوناكري     | ويندهوك      |
| اللغة الرسمية                                             | لغة فرنسية  | لغة إنجليزية |
| العملة                                                    | فرنك غيني   | دولار ناميبي |
| الناتج المحلي الإجمالي (بليون دولار)                      | 10.50 مليار | 13.24 مليار  |
| الناتج المحلي الإجمالي (تعادل القوة الشرائية) بليون دولار | 15.24 مليار | 25.60 مليار  |
| الناتج المحلي الإجمالي الاسمي للفرد دولار أمريكي          | 531         | 4.67 ألف     |
| الناتج المحلي الإجمالي للفرد دولار أمريكي                 | 1.22 ألف    | 9.96 ألف     |
| مؤشر التنمية البشرية                                      | 0.411       | 0.628        |
| رمز المكالمات الدولي                                      | +224        | +264         |
| رمز الإنترنت                                              | .gn         | .na          |
| المنطقة الزمنية                                           | 00          | ت ع م+02:00  |

## منظمات دولية مشتركة
يشترك البلدان في عضوية مجموعة من المنظمات الدولية، منها:
| علم المنظمة | اسم المنظمة                                 | تاريخ انضمام غينيا | تاريخ انضمام ناميبيا |
| ----------- | ------------------------------------------- | ------------------ | -------------------- |
|             | يونسكو                                      | 2 فبراير 1960      | 2 نوفمبر 1978        |
|             | وكالة ضمان الاستثمار متعدد الأطراف          | 5 أكتوبر 1995      | 25 سبتمبر 1990       |
|             | الأمم المتحدة                               | 12 ديسمبر 1958     | 23 أبريل 1990        |
|             | مجموعة دول أفريقيا والكاريبي والمحيط الهادئ | ?                  | ?                    |
|             | الاتحاد البريدي العالمي                     | ?                  | ?                    |
|             | البنك الدولي للإنشاء والتعمير               | 28 سبتمبر 1963     | 25 سبتمبر 1990       |
|             | منظمة حظر الأسلحة الكيميائية                | ?                  | ?                    |
|             | مؤسسة التمويل الدولية                       | 22 أكتوبر 1982     | 25 سبتمبر 1990       |
|             | منظمة التجارة العالمية                      | 25 أكتوبر 1995     | ?                    |
|             | منظمة الشرطة الجنائية الدولية               | ?                  | ?                    |
|             | الاتحاد الأفريقي                            | 1963               | ?                    |
|             | البنك الإفريقي للتنمية                      | ?                  | ?                    |